# Trachyoribates angulifer
Trachyoribates angulifer är en kvalsterart som först beskrevs av Balogh och Sandór Mahunka 1979.  Trachyoribates angulifer ingår i släktet Trachyoribates och familjen Haplozetidae. Inga underarter finns listade i Catalogue of Life.